# Directive CSRD
Directive européenne relative à la publication d'informations en matière de durabilité par les entreprises
La Directive relative à la publication d'informations en matière de durabilité par les entreprises, ou directive (UE) 2022/2464 CSRD, également appelée directive CSRD (Corporate Sustainability Reporting Directive en anglais), est une directive de l'Union européenne qui établit un nouveau cadre de reporting des entreprises cotées ou non, ETI (entreprises de taille intermédiaire), PME (petites ou moyennes entreprises) ou grandes entreprises. Elle concerne toutes les dimensions environnementales, sociales et de gouvernance (ESG) de leurs activités et est en lien avec d’autres réglementations importantes de l'Union européenne. Son objectif est le reporting socio-environnemental des entreprises.

## Historique
En 2014, la directive 2014/95/UE dite Non-Financial Reporting Directive (NFRD) introduit un reporting extra-financier des entreprises de l'Union européenne. Cette directive est transposée en France en 2017 par l'ordonnance 2017-1180 qui établit la Déclaration de performance extra-financière (DPEF). Un décret du 9 août 2017  fixe les conditions d’application et le contenu du reporting ESG. La DPEF est obligatoire pour les entreprises françaises de plus de 500 salariés, ou dépassant un seuil financier.
Le 21 avril 2021, la Commission européenne présente la proposition de CSRD dans le cadre du pacte vert pour l'Europe et du programme en matière de finance durable. Le 24 février 2022, les États membres de l'UE approuvent à l'unanimité la position du Conseil sur la proposition relative à la CSRD.
Le 21 juin 2022, le Conseil et le Parlement européen parviennent à un accord sur la directive, approuvée par les représentants des États membres de l'UE le 30 juin 2022 et publiée au journal officiel de l'Union européenne le 16 décembre 2022.
Le 6 décembre 2023, la France est le premier pays européen à transposer cette directive.

## Objectif
La CSRD vise à combler les lacunes des règles existantes en matière d'informations sur la durabilité. Les marchés financiers ont besoin d'accéder à des informations environnementales, sociales et en matière de gouvernance (ESG) qui soient fiables, pertinentes et comparables si l'on veut orienter les capitaux privés vers le financement de la transition écologique et sociale. La publication d'informations en matière de durabilité pourrait attirer des investissements et des financements supplémentaires en vue de faciliter la transition vers une économie durable décrite dans le pacte vert.

## Contexte d'encadrement européen
Le développement durable, qui vise à concilier les aspects économiques, sociaux et environnementaux des activités des organisations, est devenu un enjeu européen de taille pour les entreprises.
Dans ce contexte, et dans le prolongement des actions déjà menées sur une base volontaire par les entreprises européennes (voir Responsabilité sociétale des entreprises, RSE), les institutions de l'Union européenne ont décidé de mettre en place des réglementations pour renforcer la responsabilité des entreprises en matière de publication d'informations sur la durabilité.
Cette problématique met en perspective l'adoption de normes et d'un ensemble d'obligations réglementaires, les mesures prises ayant pour objectif d'améliorer la qualité des rapports de développement durable.

## Normes européennes d'information en matière de durabilité
Les entreprises concernées, tenues par la nouvelle directive comptable, doivent respecter les normes européennes d'information en matière de durabilité (ESRS) pour que soient harmonisées, dans toute l'Union, les informations publiées en matière de durabilité.
Deux premières normes (ESRS 1 et ESRS 2) sont adoptées par la Commission européenne le 31 juillet 2023, et voté par le parlement Européen lors de la séance plénière du 18 octobre 2023 et applicables en 2025 à l’exercice 2024 des entreprises soumises à la NFRD (Non Financial Reporting Directive).

## Implications de la directive sur les entreprises européennes
Au regard des enjeux de développement durable, l'objectif de la directive CSRD est de renforcer les obligations de publication des informations en ce qui concerne la durabilité pour les entreprises au sein de l'Union européenne.
Cette directive entend promouvoir une meilleure prise en compte des considérations de durabilité dans la prise de décisions des sociétés, comme susmentionné, recouvrant les domaines environnementaux, sociaux mais aussi de gouvernance (ESG).
Les entreprises doivent établir une mise à jour annuelle de leurs rapports de développement durable. Elles doivent intégrer à ces mises à jour le principe de double matérialité.
La double matérialité est un concept introduit par la directive CSRD de l'Union européenne. Elle sert à analyser à la fois :
- l'impact des enjeux sociaux, sociétaux et environnementaux sur la performance économique de l'entreprise (vision « Outside-In ») ;
- et l'impact des activités de l'entreprise sur la société et l'environnement (vision « Inside-Out »).

Il s'agit pour les entreprises de renforcer leur transparence. Il s'agit aussi de satisfaire leur engagement envers la durabilité.
La directive CSRD élargit significativement le champ d’application de la publication d’informations extra-financières en étendant l’obligation de reporting à toutes les grandes entreprises européennes, quel que soit leur secteur d’activité,. Cette extension vise à homogénéiser la qualité et la comparabilité des rapports de durabilité au sein de l’Union européenne.

## Calendrier de mise en application
| Entrée en vigueur de la directive CSRD | Premier reporting        | Entreprises concernées |
| -------------------------------------- | ------------------------ | --- |
| 1er janvier 2024                       | 2025 (pour l'année 2024) | Entreprises déjà soumises à la directive sur la publication d'informations non financières en vigueur depuis 2018. C'est-à-dire les entreprises remplissant deux des critères suivants : plus de 500 salariés, plus de 50 millions € de chiffres d'affaires, plus de 25 millions € de total de bilan |
| 1er janvier 2025                       | 2026 (pour l'année 2025) | Entreprises remplissant deux des critères suivants : plus de 250 salariés, plus de 50 millions € de chiffres d'affaires, plus de 25 millions € de total de bilan |
| 1er janvier 2026                       | 2027 (pour l'année 2026) | PME cotées en bourse (sauf micro-entreprises : entreprises de moins de 10 salariés dont le total du bilan ne dépasse pas 450 000 € ou dont le montant net du chiffre d'affaires ne dépasse pas 900 000 €)                                                                                            |

Source : Applicable depuis le 1er janvier 2024, qu'est-ce que la directive CSRD ? sur le site Entreprendre.Service-Public.fr, mise à jour du 19 avril 2024
Le 3 avril 2025, le Parlement européen a voté le report de deux ans de l’application de la CSRD pour les entreprises initialement concernées à partir de 2026, dans le cadre de la directive Omnibus, à la suite de la Déclaration de Budapest sur la simplification réglementaire.

## Structure du rapport de durabilité
La CSRD définit des obligations de divulgation sur un certain nombre d'informations et d'indicateurs, qui doivent être explicités ou quantifiés sur la base d'une analyse de double matérialité : les impacts de l'entreprise sur l'environnement et la société du fait de son activité, et les impacts de la transition écologique, climatique et sociétale sur l'entreprise (risques physiques et risques de transition).
La CSRD structure le reporting selon quatre axes : (1) les principes généraux, (2) les aspects environnementaux, (3) les aspects sociaux, (4) les aspects de gouvernance.
La CSRD prévoit la création de normes de reporting de durabilité détaillées, dites normes « ESRS » (pour European Sustainability Reporting Standards) permettant d’encadrer et d’harmoniser les publications des sociétés sur chacun des trois axes environnementaux, sociaux et de gouvernance (ESG). Pour chacune de ces normes, elle définit des exigences de divulgation (« DR », pour Disclosure Requirement). Le tableau suivant liste les ESRS, le nombre de DR pour chacun des ESRS, et indique en souligné les ESRS dont la publication est obligatoire, :
| Principes                       | ESRS « E » (Environnemental)                           | ESRS « S » (Social)                         | ESRS « G » (Gouvernance)         |
| ------------------------------- | ------------------------------------------------------ | ------------------------------------------- | -------------------------------- |
| 1. Conditions générales (0 DR)  | E1. Changement climatique (9 DR)                       | S1. Effectif propre (17 DR)                 | G1. Conduite des affaires (6 DR) |
| 2. Divulgation générale (12 DR) | E2. Pollution (6 DR)                                   | S2. Employés sur la chaîne de valeur (5 DR) |                                  |
|                                 | E3. Ressources en eau et ressources marines (5 DR)     | S3. Communautés affectées (5 DR)            |                                  |
|                                 | E4. Biodiversité et écosystèmes (6 DR)                 | S4. Clients et utilisateurs finaux (5 DR)   |                                  |
|                                 | E5. Usage des ressources et économie circulaire (6 DR) |                                             |                                  |
| Total ESRS 2 (12 DR)            | Total Environnement (32 DR)                            | Total Social (32 DR)                        | Total Gouvernance (6 DR)         |